# 水野守隆
水野 守隆（みずの もりたか）は、戦国時代から安土桃山時代にかけての武将、茶人。織田氏の家臣。尾張国常滑城主。諱は直盛、守高などが伝わるが、文書で確かめられるのは守隆であり、『寛政重修諸家譜』では守次としている。

## 略歴
常滑水野氏は緒川水野氏や刈谷水野氏の分家筋に当たる。
はじめ織田信長に仕え、元亀元年（1570年）8月、野田・福島の戦いでは平手久秀とともに川口砦に置かれ、天正2年（1574年）7月の長島攻めでは他の尾張衆とともに船から攻撃を行った。
天正4年（1576年）5月、佐久間信盛らとともに天王寺砦の定番となり、天正5年（1577年）3月8日には信長より住吉城の普請に対して労を犒われている。
天正8年（1580年）8月、信盛・信栄父子が追放されると、守隆は織田信忠の麾下に組み込まれ、天正9年（1581年）1月には水野忠重とともに遠江国横須賀城の番手として派遣され、天正10年（1582年）の甲州征伐では信忠に従軍している。
天正10年（1582年）6月2日、本能寺の変では安土城で明智光秀に供奉したため、戦後に居城を没収された（『当代記』）。その後は山城国嵯峨に隠遁し、慶長3年（1598年）4月21日に没した。

## 人物・逸話
- 守隆は茶道に造詣が深く、津田宗及の茶会に度々出席している他、自らも宗及や佐久間一族を招いて茶会を催している[1]。また、天正2年（1574年）5月8日には里村紹巴・昌叱・心前らを招いて連歌会を興行しており（『水野監物守隆興行山何百韻 』）、文芸にも造詣が深かった[4]。

## 水野守隆を描いた作品
小説
- 澤田ふじ子『修羅の器』（集英社文庫1988年、のち光文社時代小説文庫2003年）